# GSAT-16
O GSAT-16 é um satélite de comunicação geoestacionário indiano que está localizado na posição orbital de 55 graus de longitude leste. Ele foi construído, e também é operado, pela Organização Indiana de Pesquisa Espacial (ISRO). O satélite foi baseado na plataforma I-3K (I-3000) Bus e sua vida útil estimada é de 15 anos.

## Características
O satélite GSAT-16 vai atender aos requisitos de contingência, para proteger os serviços aos usuários existentes e irá apoiar e aumentar as transmissões já existentes de televisão, telecomunicações, VSAT e outros serviços baseados em satélites.
O projeto para a construção do mesmo foi aprovado em Nova Deli, na sexta-feira dia 28 de junho de 2013, pelo Conselho de Ministros da União, também foi aprovado à aquisição de serviços de lançamento e de seguros. O GSAT-16 está planejado para ser construido em 24 meses. O satélite deve ser semelhante ao GSAT-10.

## Lançamento
O satélite foi lançado com sucesso ao espaço no dia 6 de dezembro de 2014, às 20:40 UTC, por meio de um veículo Ariane 5 ECA a partir do Centro Espacial de Kourou, na Guiana Francesa, juntamente com o satélite DirecTV-14. Ele tinha uma massa de lançamento de 3.180 kg.

## Capacidade
O GSAT-16 está equipado com 24 transponders em banda C normal, 12 em banda C estendido e 12 em banda Ku mais uma carga de banda Ku beacon.